# Рыжево (Болгария)
Рыжево (болг. Ръжево) — село в Болгарии. Находится в Пловдивской области, входит в общину Калояново. Население составляет 305 человек.

## Политическая ситуация
В местном кметстве Рыжево, в состав которого входит только Рыжево, должность кмета (старосты) исполняет Величка Димитрова Василева (Болгарская социалистическая партия (БСП)) по результатам выборов правления кметства.
Кмет (мэр) общины Калояново — Александр  Крыстев Абрашев (коалиция партий: Граждане за европейское развитие Болгарии (ГЕРБ), Союз демократических сил (СДС), Демократы за сильную Болгарию (ДСБ), Земледельческий народный союз (ЗНС)) по результатам выборов.